# Correntes
Correntes is een gemeente in de Braziliaanse deelstaat Pernambuco. De gemeente telt 16.686 inwoners (schatting 2009).